# Испанско-туркменские отношения
Испанско-туркменские отношения — двусторонние дипломатические отношения между этими двумя странами. Туркменистан не имеет посольства в Испании, но имеет полномочного посла по делам с Испанией в Москве, Россия. У Испании нет посольства в Туркменистане, но есть аккредитованное посольство по делам Туркменистана в Москве.

## Дипломатические отношения
Испания и Туркменистан установили дипломатические отношения 19 марта 1992 года. Испания держит своего посла в Москве, аккредитованного в Ашхабаде с середины 1990-х годов. Туркменистан аккредитовал своего первого посла в Испании, также проживающего в Москве 25 сентября 2013 года.
Выдача виз жителям Туркменистана, которые намереваются поехать в Испанию, является обязанностью консульского отдела посольства Германии в Ашхабаде или генерального консульства Испании в Москве.
В апреле 2007 года новый президент Гурбангулы Бердымухамедов и министр иностранных дел и сотрудничества Мигель Анхель Моратинос посетили Туркменистан в качестве действующего президента ОБСЕ. Это был первый визит члена правительства Испании в Туркменистан.
В рамках своего турне по Центральной Азии министр Моратинос снова посетил Туркменистан в июле 2009 года. Он провел встречу со своим туркменским коллегой Рашидом Мередовым. В ходе этого визита была достигнута договорённость о продвижении встреч на политическом уровне, сотрудничества в области энергетики, сотрудничества университетов и научно-технического сотрудничества. Двусторонние отношения по-прежнему очень редки.

## Экономические отношения
Торговля между Испанией и Туркменистаном минимальна и статистически незначима. Экспорт из Испании в Туркменистан в 2011 и 2012 годах составлял 0,005 % и 0,011 %, соответственно, от общего объема испанского экспорта.
В 2012 году испанский экспорт более чем вдвое превысил показатель 2011 года (+137 %), а импорт снизился на 9,5 %, в результате чего уровень покрытия составил 322 % (123 % в 2011 году). Необходимо иметь в виду, что, учитывая уменьшенную величину обменов, годовые колебания экспорта, импорта, уровня покрытия и торгового баланса могут принимать чрезмерно большие (и, следовательно) незначительные значения. Почти весь испанский импорт из Туркменистана — это, как правило, текстильные изделия из хлопка.

## Сотрудничество
Нет соответствующих потоков помощи в целях развития ни от AECID, ни от других автономных организаций. Университет Кордовы поддерживает различные мероприятия по сотрудничеству университетов с Туркменистаном с начала 2004 года, руководя двумя проектами Темпус с Аграрным университетом Ашхабада. Он создал лабораторию и оснастил этот университет необходимыми микроскопами и увеличительными стёклами.
Он продвигал третий проект по интернационализации высшего образования в Туркменистане (в сотрудничестве с Университетом Севильи). Кафедра древней истории Мадридского автономного университета реализует в Балканском велаяте проект по проведению раскопок на археологическом памятнике Дехистан (в 2007 году ректор этого университета и министр культуры и телевидения Туркменистана подписали соглашение об этом).